# Xã Bristol, Quận Worth, Iowa
Xã Bristol (tiếng Anh: Bristol Township) là một xã thuộc quận Worth, tiểu bang Iowa, Hoa Kỳ. Năm 2010, dân số của xã này là 471 người.